# Johnny Berry
Reginald John Berry est un footballeur britannique, né le 1er juin 1926 et mort le 16 septembre 1994, également connu sous le nom de John James Berry,. Joueur international anglais à quatre reprises, il joue en faveur des clubs de Birmingham City et Manchester United.

## Biographie

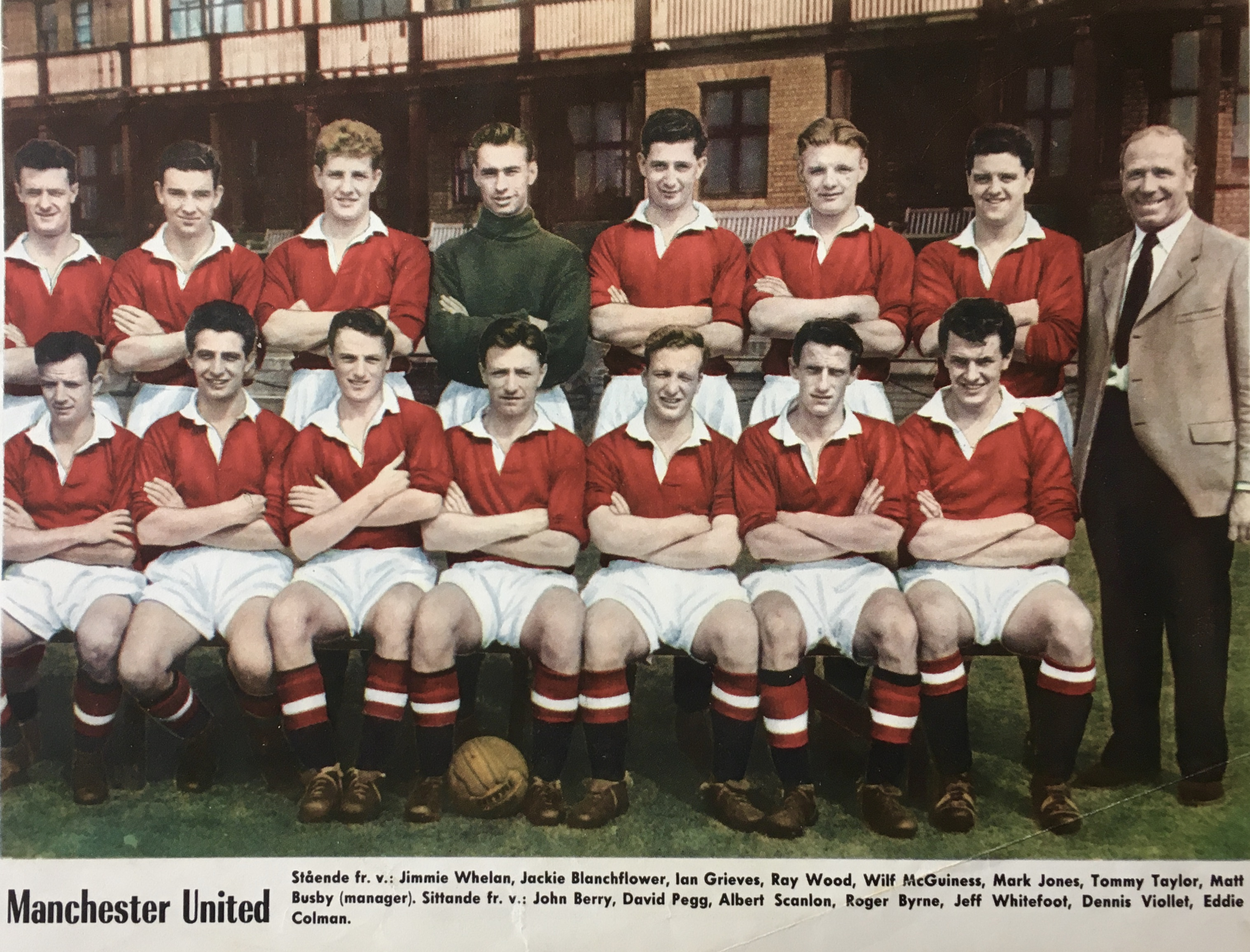
Berry (1errang, le plus à gauche) dans la photo d'équipe 1957.

Berry naît à Aldershot dans le comté du Hampshire dans le sud de l'Angleterre, d'un fils de sergent servant dans la Royal Horse Artillery. Il débute le football dans son équipe locale et devient projectionniste à la fin de ses études. Il réalise ensuite un essai non concluant avec l'équipe professionnelle de sa ville de naissance, Aldershot FC, en étant recalé à cause de sa taille, ne mesurant que 1,66 m.
Après avoir servi dans l'armée en faveur de la Royal Artillery durant la Seconde Guerre mondiale, il est remarqué par le club de Birmingham City. Il signe son contrat en 1944, mais ne commence réellement qu'au redémarrage du championnat en 1946. Il y joue pendant sept ans, avec un total de 104 matchs pour six buts marqués.
En 1951, Matt Busby effectue une offre concluante pour son transfert à Manchester United en échange de 25 000 £, une très grosse somme pour l'époque.
Johnny Berry y remporte trois titres de champions d'Angleterre et trois Charity Shield. Il perd toutefois  sa place de titulaire au profit de la jeune star montante Kenny Morgans, et met un terme à sa carrière professionnelle à l'âge de 31 ans, à la suite de l'accident aérien de Munich, où il est l'un des 21 survivants. 
Quand il se réveille du coma après le crash, ses blessures lui causent une légère amnésie, lui faisant oublier le crash, qu'il n'apprend qu'après avoir lu les nouvelles. Il passe deux mois à l'hôpital, immobilisé par de multiples fractures, et n'apprend la mort de ses coéquipiers qu'à son retour en Angleterre.
Au total, Berry passe sept ans à United, avec 247 matchs joués pour 37 buts marqués. Il représente l'Angleterre à quatre reprises, sur défection des titulaires de l'époque, Stanley Matthews ou Tom Finney.
Après sa carrière, il redevient commercial et retourne dans sa ville natale. Il meurt en 1994 à l'âge de 68 ans, des suites d'un cancer. Il est le premier des survivants du crash à mourir.
Neil Berry, son fils, publie un livre en 2007, The Forgotten Babe, décrivant sa carrière à Manchester United.

## Palmarès
Manchester United
- Championnat d'Angleterre (3) : 
  - Champion : 1951-52, 1955-56 et 1956-57.

- Charity Shield (3) : 
  - Vainqueur : 1952, 1956 et 1957.